# Synagoga v Dlažově
Synagoga v Dlažově, postavená roku 1883, stojí na návsi v centru obce Dlažov jako č.p. 27. Byla přestavěna na obecní úřad.
Synagoga měla oddělené části pro muže a ženy, k jejichž galerii se stoupalo po kamenných schodech, v budově byl také byl učitele a místnost sloužící jako škola. Dolní patro sloužilo coby sklad pro palivo a byla zde také pekárna macesů, jež byla využívána až do roku 1926. V bývalé škole a v bytě byla později zřízena pošta a byt pro úředníka, finance za nájem byly používány na opravy budovy.
Židovskému obyvatelstvu sloužil lesní hřbitov v Loučimi.